# Cosmodromo di Pleseck

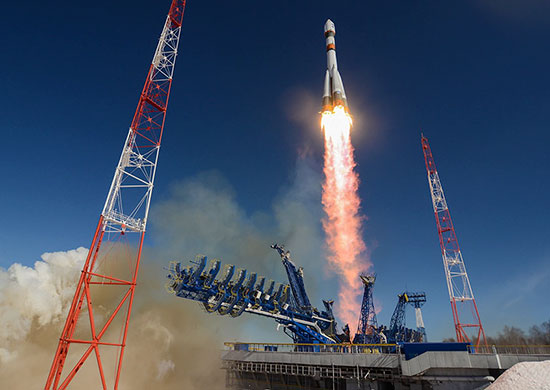
Pleseck, 2016

Il cosmodromo di Pleseck (pronuncia [plɪˈsʲɛʦk], scritto Plesetsk nella traslitterazione anglosassone, in russo: Космодром Плесецк) è uno spazioporto russo che si trova nell'Oblast' di Arcangelo, circa 800 km a nord di Mosca e a sud di Arcangelo.

## Storia
Originariamente era stato costruito dall'Unione Sovietica come un sito di lancio per missili balistici intercontinentali. La costruzione iniziò nel 1957 ed il sito divenne operativo per il lancio di razzi R-7 nel dicembre del 1959. La colonia urbana di Pleseck nell'Oblast' di Arcangelo aveva una stazione ferroviaria, essenziale per il trasporto dei componenti per missili. Una nuova cittadina per il supporto della struttura fu chiamata Mirnyj (che in russo significa pacifica). Fino al 1997 erano stati effettuati più di 1 500 lanci nello spazio da questa struttura, più di ogni altro sito di lancio; il suo uso è comunque declinato sensibilmente dopo la disgregazione dell'Unione Sovietica.
L'esistenza del cosmodromo di Pleseck fu inizialmente tenuta segreta, ma fu scoperta dall'insegnante inglese di fisica Geoffrey Perry e dai suoi studenti, che analizzarono accuratamente nel 1966 l'orbita del satellite Cosmos 112 e dedussero che questo non poteva essere stato lanciato dal Cosmodromo di Bajkonur. Dopo la fine della Guerra fredda si venne a sapere che la CIA aveva iniziato a sospettare l'esistenza a Pleseck di una base di lancio per degli ICBM alla fine degli anni cinquanta. L'Unione Sovietica non ammise ufficialmente l'esistenza del cosmodromo di Pleseck fino al 1983.
Pleseck è usato come base di lancio soprattutto per satelliti militari posizionati con alte inclinazioni ed orbite polari, visto che la traiettoria per eventuali frammenti in caduta è abbastanza sicura verso nord, che è una zona artica e polare piuttosto inabitata. Pleseck si trova nella regione della taiga, un terreno pianeggiante, con foreste di pini boreali. Pleseck può essere confrontato con la Vandenberg Air Force Base della USAF, situata a Lompoc in California.
L'uso di questo cosmodromo molto probabilmente sarà aumentato nel futuro visto che vi sono problemi di sicurezza nell'operare nel Cosmodromo di Bajkonur, appartenente ora all'indipendente Kazakistan, che inoltre richiede il pagamento di una rendita per il suo uso continuativo. Pleseck non è un sito ideale per lanci con bassa inclinazione od orbite geostazionarie a causa della sua elevata latitudine (confrontandolo con il Kennedy Space Center, che si trova a circa 28° nord o il Centre Spatial Guyanais, il sito di ESA a Kourou, che si trova a 5° nord).
Anche per questa ragione l'ESA si è impegnata a finanziare la costruzione di una piattaforma di lancio per la famiglia di vettori Sojuz 2 a Kourou. Il 7 novembre 2003, il governo russo e quello francese si sono accordati formalmente per portare le Sojuz a Kourou.
Tuttavia, il nuovo razzo russo Angara è stato progettato per essere lanciato principalmente da Pleseck una volta che entrerà in servizio.
Attualmente, i vettori di lancio Sojuz, Kosmos-3M, Rokot e Cyklon sono lanciati dal cosmodromo di Pleseck. I razzi pesanti Proton e Zenit possono essere lanciati solo da Bajkonur.
Nel maggio 2007 un nuovo ICBM, chiamato RS-24 è stato testato e lanciato in questo sito, e si pensa che questo missile rimpiazzerà i vecchi RS-18 e RS-20 che rappresentano la base delle forze missilistiche russe. Quei missili sono noti in occidente con il nome di SS-19 Stiletto e di SS-18 Satan.
Attualmente l'ESA utilizza questa base per il lancio di alcuni suoi satelliti, adottando come vettore proprio degli SS-19 ritirati dal servizio militare attivo a seguito della firma degli accordi START. Anche il satellite iraniano Sina 1 è stato lanciato dal Cosmodromo di Pleseck il 27 ottobre 2005.
Il cosmodromo di Pleseck è noto per gli alti costi necessari per effettuare i lanci e non è assolutamente comparabile con spazioporti più a ridosso dell'equatore, che possono lanciare dei carichi utili più pesanti.
Il cosmodromo è servito dal vicino Aeroporto di Pleseck.

## Incidenti

Immagini della NASA dell'incendio del 20 e 21 settembre 2024 a Pleseck

- Il 26 giugno 1973, 9 persone rimasero uccise dall'esplosione di un razzo Kosmos 3-M, pronto per il lancio.
- Il 18 marzo 1980, 50 persone furono uccise dall'esplosione di un lanciatore Vostok-2M durante un'operazione di rifornimento (il lanciatore trasportava un satellite Tselina).
- Il 15 ottobre 2002, un razzo Sojuz-U che trasportava il progetto Foton-M1 di ESA, fallì il lancio e precipitò, esplodendo ed uccidendo una persona.
- Il 9 novembre 2013, 2 ufficiali della base tecnica morirono e 3 altri militari rimasero intossicati durante i lavori previsti per la pulizia dei contenitori del combustibile di un non specificato razzo.
- Il 19 o 20 settembre 2024, la prova di un RS-28 Sarmat fallì distruggendo un silo di lancio con le strutture circostanti e provocando un incendio rilevato dal FIRMS, la piattaforma di mappatura antincendio della NASA.

## Cosmodromi
- Cosmodromo di Svobodnyj
- Cosmodromo di Kapustin Jar
- Cosmodromo Vostočnyj